# Кадымова, Илаха Акиф кызы
Илаха Акиф кызы Кадымова (азерб. İlahə Akif qızı Qədimova; род. 5 ноября 1975, Кировабад) — азербайджанская шахматистка, гроссмейстер среди женщин (1994), арбитр ФИДЕ (2016), международный арбитр (2018). Чемпионка СССР (1991) и двукратная чемпионка мира (1992, 1993) до 18 лет. Бронзовый призёр (1992) командного чемпионата Европы в составе женской сборной Азербайджана.

## Биография
Родилась в 1975 году. Родом из города Кировабада (ныне — Гянджа) в Азербайджане. В конце 1980-х — начале 1990-х годов жила в Минске, училась в Минском училище олимпийского резерва № 1, занималась шахматами у тренера Михаила Шерешевского. К этому времени относятся её первые успехи: 8-е место в чемпионате Белорусской ССР (1989) и 1-е место (1990).
В 1992 году победила на юношеском чемпионате мира по шахматам среди девушек до 18 лет, в 1993 году во второй раз стала чемпионкой мира в категории до 18 лет.
Начиная с 1994 года имеет звание гроссмейстера среди женщин.
В 1995 году награждена Президентом Азербайджанской Республики за заслуги в развитии спорта в Азербайджане медалью «Прогресс».
В составе женской сборной Азербайджана участница двух шахматных олимпиад ФИДЕ (1992, 1994) и трёх командных чемпионатов Европы (1992, 1997, 2007).
На 87-м Конгрессе ФИДЕ, заседания которого прошли в сентябре 2016 года в городе Баку, Илахе Кадымовой было присвоено звание арбитра ФИДЕ. Звание международного арбитра ей присвоено на 1-м заседании Президентского совета ФИДЕ в апреле 2018 года в Минске. 

## Достижения
- 1990 — Чемпионка Белорусской ССР.
- 1991 — Чемпионка Европы среди девушек до 16-ти лет[4].
- 1991 — Чемпионка СССР среди девушек до 18-ти лет[4].
- 1991 — Серебряный призёр Чемпионата мира[4].
- 1992 — Чемпионка мира до 18-ти лет[4].
- 1992 — Бронза на командном чемпионате Европы.
- 1993 — Чемпионка мира до 18-ти лет[4].
- 1993 — Чемпионка Европы среди девушек до 20-ти лет[4].
- 1993 — Серебряный призёр Чемпионата мира[4].
- 1993 — Третье место на Чемпионате мира до 20-ти лет[4].
- 1994 — Чемпионка мира среди студенток[4].

## Изменения рейтинга
| Графики недоступны из-за технических проблем. См. информацию на Фабрикаторе и на mediawiki.org. |